# Campeonato Paraguaio de Futebol de 1993
O Campeonato Paraguaio de Futebol de 1993 foi o octagésimo terceiro torneio desta competição. Participaram doze equipes. o Club Sportivo San Lorenzo foi rebaixado.  O campeão do torneio representaria o Paraguai na Copa Libertadores da América de 1994.A segunda vaga para o torneio internacional era dada ao vencedor do jogo entre o vice-campeão paraguaio e o campeão do Torneo República de 1993. O perdedor do jogo entre o vice paraguaio e o campeão do República iria para a Copa Conmebol (1994). Devido a intervenção federal do governo na Asociación Paraguaya de Fútbol, o torneio não foi concluído, sendo que os dois melhores colocados da fase final (Olímpia e Cerro Porteño) foram proclamados campeão e vice respectivamente.
| Equipe                   | Cidade              | Departamento     | No ano anterior                                                      | Estádio | Capacidade | Títulos                                                 | Participações |
| ------------------------ | ------------------- | ---------------- | -------------------------------------------------------------------- | ------- | ---------- | ------------------------------------------------------- | ------------- |
| Club Cerro Porteño       | Assunção            | Distrito Capital | Campeão                                                              | --      | --         | 22 (último em 1992)                                     | 76            |
| Club Guaraní             | Assunção            | Distrito Capital | Lugar                                                                | --      | --         | 9 (1906,1907, 1921, 1923, 1949, 1964, 1967, 1969, 1984) | 82            |
| Club Olimpia             | Assunção            | Distrito Capital | Terceiro Lugar                                                       | --      | --         | 33 (último em 1989)                                     | 83            |
| Club Libertad            | Assunção            | Distrito Capital | Vice Campeão                                                         | --      | --         | 7 (1910, 1920, 1930,1943, 1945, 1955, 1976 )            | 79            |
| Club Sportivo Luqueño    | Luque               | Central          | Terceiro Lugar                                                       | --      | --         | 2 (1951,1953)                                           | 59            |
| Sol de América           | Assunção            | Distrito Capital | Lugar                                                                | --      | --         | 2 (1986, 1991)                                          | 77            |
| Club Atlético Colegiales | Assunção            | Distrito Capital | Lugar                                                                | --      | --         | 0 (não possui)                                          | 11            |
| Club River Plate         | Assunção            | Distrito Capital | Lugar                                                                | --      | --         | 0 (não possui)                                          | 75            |
| Club Nacional            | Assunção            | Distrito Capital | Lugar                                                                | --      | --         | 6 (1909, 1911, 1924, 1926, 1942, 1946)                  | 80            |
| Club Cerro Corá          | Assunção            | Distrito Capital | Lugar                                                                | --      | --         | 0 (não possui)                                          | 3             |
| Club Presidente Hayes    | Assunção            | Distrito Capital | Lugar                                                                | --      | --         | 1 (1952)                                                | 44            |
| Club Sport Colombia      | Fernando de la Mora | Central          | Campeão do Campeonato Paraguaio de Futebol de 1992 - Segunda Divisão | --      | --         | 0 (não possui)                                          | 8             |

## Premiação
| Campeonato Paraguaio 1993 Primeira Divisão |
| Assunção                                   |
| ------------------------------------------ |
| Club Olímpia Campeão (34º título)          |

## Classificação para a segunda vaga a Copa Libertadores
| Equipe             | Cidade   | Departamento     | No ano anterior                      | Estádio | Capacidade | Títulos                                                                   | Participações |
| ------------------ | -------- | ---------------- | ------------------------------------ | ------- | ---------- | ------------------------------------------------------------------------- | ------------- |
| Club Cerro Corá    | Assunção | Distrito Capital | Campeão do Torneo República de 1993  | --      | --         | 0 (não possui)                                                            | 1             |
| Club Cerro Porteño | Assunção | Distrito Capital | Vice Campeão do Campeonato Paraguaio | --      | --         | 2 (classificado para a Copa Libertadores da América de 1990 e da de 1992) | 3             |

| Acesso a Segunda Vaga Copa Libertadores da América de 1994 |
| Assunção                                                   |
| ---------------------------------------------------------- |
| Club Cerro Porteño Campeão (3º título)                     |

O Club Cerro Corá ganhou a vaga para a Copa Conmebol de 1994